# Synema ternetzi
Synema ternetzi är en spindelart som beskrevs av Cândido Firmino de Mello-Leitão 1939. 
Synema ternetzi ingår i släktet Synema och familjen krabbspindlar. Artens utbredningsområde är Paraguay. Inga underarter finns listade i Catalogue of Life.